# Атабаев, Эрбол Канатбекович
Эрбо́л Канатбе́кович Атаба́ев (кирг. Эрбол Атабаев; 15 августа 2001, Кант, Кыргызстан) — российский и кыргызстанский футболист, полузащитник сборной Кыргызстана.

## Биография

### Ранние годы
Футболом начал заниматься в возрасте 5 лет в родном городе в системе местного клуба «Абдыш-Ата». С 9 до 11 лет был в школе казанского «Рубина», для поступления в которую, по словам его отца, был вынужден получить российское гражданство. В 2012 году прошёл отбор в кантеру «Барселоны», а после её окончания продолжил футбольное образование в юношеских командах «Оспиталета», «Гавы», «Кастельдефельса»[en], «Спортивной ассоциации Жузепа Марии Жене» и «Гранольерса».

### Клубная карьера
Во второй половине 2020 года был в составе «Гранольерса», но на поле не выходил. Затем провёл 5 встреч и забил 1 гол в региональном чемпионате Каталонии[en] за клуб «Сантбоя», куда перешёл в начале января 2021 года. В апреле того же года вернулся в Кыргызстан и пополнил ряды клуба «Абдыш-Ата», где в своё время начинал заниматься футболом; однако в заявку команды был внесён только летом, после открытия трансферного окна. В итоге в составе кантского коллектива в сезоне 2021 года сыграл 15 матчей, забил 2 мяча, отдал 5 голевых передач и стал вице-чемпионом страны.

#### «Динамо» (Махачкала)
В феврале 2022 года на правах свободного агента стал игроком махачкалинского «Динамо», за которое дебютировал 6 марта в поединке первенства: вышел на поле в стартовом составе, однако уже на 38-й минуте был заменён из-за травмы — перелома плюсневой кости стопы. 29 мая дальним ударом из-за пределов штрафной забил свой первый гол за дагестанский клуб. В итоге в сезоне 2021/22 в составе «Динамо» провёл 7 игр, забил 1 мяч и стал победителем группы 1 Второго дивизиона ФНЛ. В сезоне 2022/23 записал себе в актив 31 встречу первенства и 2 матча кубка России. Был заявлен в качестве молодого игрока («лимитчика»), присутствие которого на поле обязательно, однако таковым, после дебюта за сборную Кыргызстана, являться не мог, что выяснилось уже в ходе сезона. Таким образом, во многих матчах «Динамо» играло, не выполнив требование о наличии «лимитчика» (когда в качестве последнего на поле находился только Атабаев); тем не менее, положенных в таких случаях санкций в виде технических поражений применено не было. 12 июля 2023 года стало известно, что Атабаев покинул «Динамо».

#### «Волгарь»
14 июля 2023 года было официально объявлено о подписании Эрболом контракта с астраханским «Волгарём», в составе которого дебютировал 30 июля, выйдя на замену во втором тайме в поединке первенства. После завершения сезона 2023/24 (в котором провёл 21 игру в Первой лиге и 1 в национальном кубке; отметился за сезон лишь одной голевой передачей) покинул «Волгарь» в связи с истечением срока контракта.

#### «Абдыш-Ата»
В конце июля 2024 года вернулся в кантскую «Абдыш-Ату», в составе которой затем в том году стал чемпионом страны, финалистом Кубка и обладателем Суперкубка Кыргызстана; а также провёл 1 встречу (в которой забил единственный гол в матче) в Лиге вызова АФК.

### Национальная сборная
В марте 2022 года получил кыргызстанское гражданство. 23 мая того же года был включён в список игроков, вызванных на учебно-тренировочный сбор главной национальной команды Кыргызстана для подготовки к отборочным матчам[en] Кубка Азии 2023; затем для участия в них получил вызов в сборную, в составе которой дебютировал 8 июня, выйдя на замену вместо Гулжигита Алыкулова на 73-й минуте поединка против Сингапура. 11 июня вышел в стартовом составе команды во встрече против Мьянмы: отметился голевой передачей на Виктора Майера на 25-й минуте, но уже на 35-й был заменён на Гулжигита Алыкулова; аналогично и 14 июня начал игру против Таджикистана с первых минут и затем уступил место Алыкулову, но на этот раз в перерыве матча. В сентябре попал сначала в расширенный, а затем и в окончательный состав киргизской команды для участия в учебно-тренировочном сборе и товарищеском поединке со сборной России 24-го числа того же месяца, в котором в итоге вышел на поле с первых минут встречи и отыграл весь матч полностью.
В конце марта 2023 года принял участие в поединках с командами Мьянмы и Индии в рамках проходившего в Импхале товарищеского турнира Tri-Nation Series[en], а в июне того же года сыграл во всех трёх встречах сборной Кыргызстана на Кубке наций ФАЦА (против Афганистана, Ирана и Омана). В сентябре 2023 года провёл 3 матча за олимпийскую сборную (до 23 лет) в отборочном турнире[en] континентального первенства. В ноябре того же года принял участие в двух поединках (в обоих вышел на замену во втором тайме) главной национальной команды в отборочном турнире чемпионата мира 2026 года против Малайзии (отметился голевой передачей) и Омана. В декабре 2023 года получил травму колена, из-за чего не смог принять участие в Кубке Азии.
26 марта 2024 года сыграл за сборную Кыргызстана во встрече против Китайского Тайбэя (провёл на поле весь матч, отметился предголевым пасом) в квалификации ЧМ-2026. Затем в рамках того же отбора принял участие ещё в четырёх поединках: 6 июня с Малайзией (был заменён во втором тайме), 11 июня против Омана (вышел на замену в конце второго тайма), 10 октября с Катаром (вышел на поле в середине второго тайма) и 19 ноября против Ирана (вышел на замену сразу после перерыва).
В 2025 году провёл ещё 4 игры за главную национальную команду в отборочном турнире чемпионата мира 2026 года: 20 марта с Узбекистаном (вышел на поле в стартовом составе и был заменён после перерыва), 25 марта с Катаром (вышел снова в стартовом составе и был заменён в середине второго тайма), 5 июня с КНДР и 10 июня с ОАЭ.

## Достижения
«Абдыш-Ата»
- Чемпион Кыргызстана: 2024.

- Вице-чемпион: 2021.

- Финалист Кубка Кыргызстана: 2024.
- Обладатель Суперкубка Кыргызстана: 2024.

«Динамо» (Махачкала)
- Победитель группы 1 Второго дивизиона ФНЛ: 2021/22.

## Статистика

### Клубная
| Выступление        | Выступление               | Выступление      | Лига | Лига | Кубок | Кубок | Суперкубок | Суперкубок | ЛВ АФК | ЛВ АФК | Итого | Итого |
| Клуб               | Лига                      | Сезон            | Игры | Голы | Игры  | Голы  | Игры       | Голы       | Игры   | Голы   | Игры  | Голы  |
| ------------------ | ------------------------- | ---------------- | ---- | ---- | ----- | ----- | ---------- | ---------- | ------ | ------ | ----- | ----- |
| Сантбоя            | Примера Каталонии[en] (V) | 2020/21          | 5    | 1    | —     | —     | —          | —          | —      | —      | 5     | 1     |
| Сантбоя            | Итого                     | Итого            | 5    | 1    | —     | —     | —          | —          | —      | —      | 5     | 1     |
| Абдыш-Ата          | Премьер-лига (I)          | 2021             | 15   | 2    | —     | —     | —          | —          | —      | —      | 15    | 2     |
| Абдыш-Ата          | Итого                     | Итого            | 15   | 2    | —     | —     | —          | —          | —      | —      | 15    | 2     |
| Динамо (Махачкала) | ФНЛ-2 (III)               | 2021/22          | 7    | 1    | —     | —     | —          | —          | —      | —      | 7     | 1     |
| Динамо (Махачкала) | Первая лига (II)          | 2022/23          | 31   | 0    | 2     | 0     | —          | —          | —      | —      | 33    | 0     |
| Динамо (Махачкала) | Итого                     | Итого            | 38   | 1    | 2     | 0     | —          | —          | —      | —      | 40    | 1     |
| Волгарь            | Первая лига (II)          | 2023/24          | 21   | 0    | 1     | 0     | —          | —          | —      | —      | 22    | 0     |
| Волгарь            | Итого                     | Итого            | 21   | 0    | 1     | 0     | —          | —          | —      | —      | 22    | 0     |
| Абдыш-Ата          | Премьер-лига (I)          | 2024             | 6    | 1    | 1     | 1     | 1          | 0          | 1      | 1      | 9     | 3     |
| Абдыш-Ата          | Итого                     | Итого            | 6    | 1    | 1     | 1     | 1          | 0          | 1      | 1      | 9     | 3     |
| Всего за карьеру   | Всего за карьеру          | Всего за карьеру | 85   | 5    | 4     | 1     | 1          | 0          | 1      | 1      | 91    | 7     |

### В сборной
| Команда             | Год                 | Отбор ЧМ | Отбор ЧМ | Отбор ЧМ | Отбор ЧМ       | Отбор ЧМ | Отбор КА | Отбор КА | Отбор КА | Отбор КА       | Отбор КА | КН ФАЦА | КН ФАЦА | КН ФАЦА | КН ФАЦА        | КН ФАЦА  | Товарищеские | Товарищеские | Товарищеские | Товарищеские   | Товарищеские | Итого | Итого | Итого | Итого          | Итого    |
| Команда             | Год                 | М        | Г        | П        | Предупреждения | Удаления | М        | Г        | П        | Предупреждения | Удаления | М       | Г       | П       | Предупреждения | Удаления | М            | Г            | П            | Предупреждения | Удаления     | М     | Г     | П     | Предупреждения | Удаления |
| ------------------- | ------------------- | -------- | -------- | -------- | -------------- | -------- | -------- | -------- | -------- | -------------- | -------- | ------- | ------- | ------- | -------------- | -------- | ------------ | ------------ | ------------ | -------------- | ------------ | ----- | ----- | ----- | -------------- | -------- |
| Кыргызстан          | 2022                | ‒        | ‒        | ‒        | ‒              | ‒        | 3        | 0        | 1        | 0              | 0        | ‒       | ‒       | ‒       | ‒              | ‒        | 1            | 0            | 0            | 0              | 0            | 4     | 0     | 1     | 0              | 0        |
| Кыргызстан          | 2023                | 2        | 0        | 1        | 0              | 0        | ‒        | ‒        | ‒        | ‒              | ‒        | 3       | 0       | 0       | 0              | 0        | 2            | 0            | 0            | 0              | 0            | 7     | 0     | 1     | 0              | 0        |
| Кыргызстан          | 2024                | 5        | 0        | 0        | 0              | 0        | ‒        | ‒        | ‒        | ‒              | ‒        | ‒       | ‒       | ‒       | ‒              | ‒        | ‒            | ‒            | ‒            | ‒              | ‒            | 5     | 0     | 0     | 0              | 0        |
| Кыргызстан          | 2025                | 4        | 0        | 0        | 0              | 0        | ‒        | ‒        | ‒        | ‒              | ‒        | ‒       | ‒       | ‒       | ‒              | ‒        | ‒            | ‒            | ‒            | ‒              | ‒            | 4     | 0     | 0     | 0              | 0        |
| Всего: 2022 — н. в. | Всего: 2022 — н. в. | 11       | 0        | 1        | 0              | 0        | 3        | 0        | 1        | 0              | 0        | 3       | 0       | 0       | 0              | 0        | 3            | 0            | 0            | 0              | 0            | 20    | 0     | 2     | 0              | 0        |

#### Все матчи за сборную
| №  | Год  | День        | Главный тренер      | Соперник         | Счёт | События | Соревнование      | Место        |
| -- | ---- | ----------- | ------------------- | ---------------- | ---- | ------- | ----------------- | ------------ |
| 1  | 2022 | 8 июня      | Александр Крестинин | Сингапур         | 2:1  | 73'     | Отбор[en] КА-2023 | Бишкек       |
| 2  | 2022 | 11 июня     | Александр Крестинин | Мьянма           | 2:0  | 25' 35' | Отбор[en] КА-2023 | Бишкек       |
| 3  | 2022 | 14 июня     | Александр Крестинин | Таджикистан      | 0:0  | 46'     | Отбор[en] КА-2023 | Бишкек       |
| 4  | 2022 | 24 сентября | Александр Крестинин | Россия           | 1:2  |         | Товарищеский матч | Бишкек       |
| 5  | 2023 | 25 марта    | Александр Крестинин | Мьянма           | 1:1  | 68'     | Товарищеский матч | Импхал       |
| 6  | 2023 | 28 марта    | Александр Крестинин | Индия            | 0:2  | 46'     | Товарищеский матч | Импхал       |
| 7  | 2023 | 10 июня     | Штефан Таркович     | Афганистан       | 1:0  | 87'     | КН ФАЦА-2023      | Бишкек       |
| 8  | 2023 | 16 июня     | Штефан Таркович     | Иран             | 1:5  | 69'     | КН ФАЦА-2023      | Бишкек       |
| 9  | 2023 | 20 июня     | Штефан Таркович     | Оман             | 0:1  | 46'     | КН ФАЦА-2023      | Ташкент      |
| 10 | 2023 | 16 ноября   | Штефан Таркович     | Малайзия         | 3:4  | 46' 57' | Отбор ЧМ-2026     | Куала-Лумпур |
| 11 | 2023 | 21 ноября   | Штефан Таркович     | Оман             | 1:0  | 64'     | Отбор ЧМ-2026     | Бишкек       |
| 12 | 2024 | 26 марта    | Штефан Таркович     | Китайский Тайбэй | 5:1  |         | Отбор ЧМ-2026     | Бишкек       |
| 13 | 2024 | 6 июня      | Штефан Таркович     | Малайзия         | 1:1  | 61'     | Отбор ЧМ-2026     | Бишкек       |
| 14 | 2024 | 11 июня     | Штефан Таркович     | Оман             | 1:1  | 85'     | Отбор ЧМ-2026     | Баушар       |
| 15 | 2024 | 10 октября  | Максим Лисицын      | Катар            | 1:3  | 75'     | Отбор ЧМ-2026     | Доха         |
| 16 | 2024 | 19 ноября   | Максим Лисицын      | Иран             | 2:3  | 46'     | Отбор ЧМ-2026     | Бишкек       |
| 17 | 2025 | 20 марта    | Максим Лисицын      | Узбекистан       | 0:1  | 46'     | Отбор ЧМ-2026     | Ташкент      |
| 18 | 2025 | 25 марта    | Максим Лисицын      | Катар            | 3:1  | 62'     | Отбор ЧМ-2026     | Бишкек       |
| 19 | 2025 | 5 июня      | Максим Лисицын      | КНДР             | 2:2  |         | Отбор ЧМ-2026     | Эр-Рияд      |
| 20 | 2025 | 10 июня     | Максим Лисицын      | ОАЭ              | 1:1  | Бишкек  | Отбор ЧМ-2026     |              |

## Личная жизнь
25 ноября 2023 года опубликовал фото со своей свадьбы с Маликой Кадыровой — футбольным арбитром и бывшим игроком женской сборной Кыргызстана.